# Idioma tegua
El idioma tegua es una lengua de la familia tanoana hablado por los indios pueblo, sobre todo en el valle del río Grande en Nuevo México, al norte de Santa Fe, así como en Arizona. También se le conoce como tano o tewa.

## Dialectos y uso
El censo de 1980 contó 1298 hablantes, la mayoría de los cuales eran bilingües. Cada pueblo en que se habla tiene su propio dialecto: 
- Nambé: 34 hablantes (2004).
- Pojoaque: 25 hablantes (1980).
- San Ildefonso: 349 hablantes.
- San Juan: 495 hablantes.
- Santa Clara: 207 hablantes.
- Tesuque: 172 hablantes.

Para 2012, el tegua se clasificó por la UNESCO como "severamente amenazado".
El tegua puede sin problemas ser escrito con alfabeto latino. Sin embargo, en la mayoría de los casos se utiliza una pronunciación inglesa de los caracteres latinos para escribirlo, lo que hace inútil la mayoría del tegua escrito para el que no conozca la pronunciación inglesa. Véase la siguiente tabla: 
| Escritura inglesa | Pronunciación castellana |
| ----------------- | ------------------------ |
| Ohkay Owingeh     | Oqueohuingue             |
| P'osuwaege        | Pojoaque                 |

Además, la forma de escritura para las mismas palabras varía de pueblo en pueblo, pues no tienen un alfabeto estandarizado.

## Fonología
Los fonemas del tegua del río Grande son:

### Consonantes
|                 |                 | Labial | Dental | Alveolar | Palatal | Velar | Velar | Glotal |
| nor.            | lab.            | Labial | Dental | Alveolar | Palatal |       |       | Glotal |
| --------------- | --------------- | ------ | ------ | -------- | ------- | ----- | ----- | ------ |
| oclusiva        | silenciosa      | p      | t      | ts       | tʃ      | k     | kʷ    | ʔ      |
| oclusiva        | eyectiva        | pʼ     | tʼ     | tsʼ      | tʃʼ     | kʼ    | kʷʼ   |        |
| oclusiva        | hablada         | b      | d      |          | dʒ      | ɡ     |       |        |
| Fricativa       | voiceless       | f      | θ      | s        | ʃ       | x     | xʷ    | h      |
| Fricativa       | hablada         | v      |        |          |         |       |       |        |
| Nasal           | Nasal           | m      | n      |          | ɲ       |       |       |        |
| vibrante simple | vibrante simple |        | ɾ      |          |         |       |       |        |
| Aproximante     | Aproximante     |        |        |          | j       |       | w     |        |

### Vocales
|             | Anterior | Posterior |
| ----------- | -------- | --------- |
| Cerrada     | i ĩ      | u ũ       |
| Semicerrada | e ẽ      | o õ       |
| Abierta     | æ æ̃      | a ã       |

## Revitalización
Esther Martínez, que vivió hasta los 94 años, fue nacionalmente conocida por estar comprometida con la preservación del idioma tegua. Su San Juan Pueblo Tewa Dictionary fue publicado en 1982. La Esther Martinez Native American Languages Preservation Act (en inglés, "Ley Esther Martínez para la preservación de las lenguas nativo-americanas") se llama así en su honor.
Programas de aprendizaje del tegua para niños se hallan presentes en la mayoría de los pueblos en que se habla,  y el Programa de Revitalización de la Lengua Tegua del Pueblo de Santa Clara también patrocina actividades culturales, como excursiones al Centro Arqueológico de Crow Canyon.